# 53-я бомбардировочная авиационная дивизия
53-я бомбардировочная авиационная Сталинградская дивизия (53-я бад) — авиационное соединение Военно-Воздушных сил (ВВС) Вооружённых Сил РККА дальней бомбардировочной авиации, принимавшее участие в боевых действиях Великой Отечественной войны.

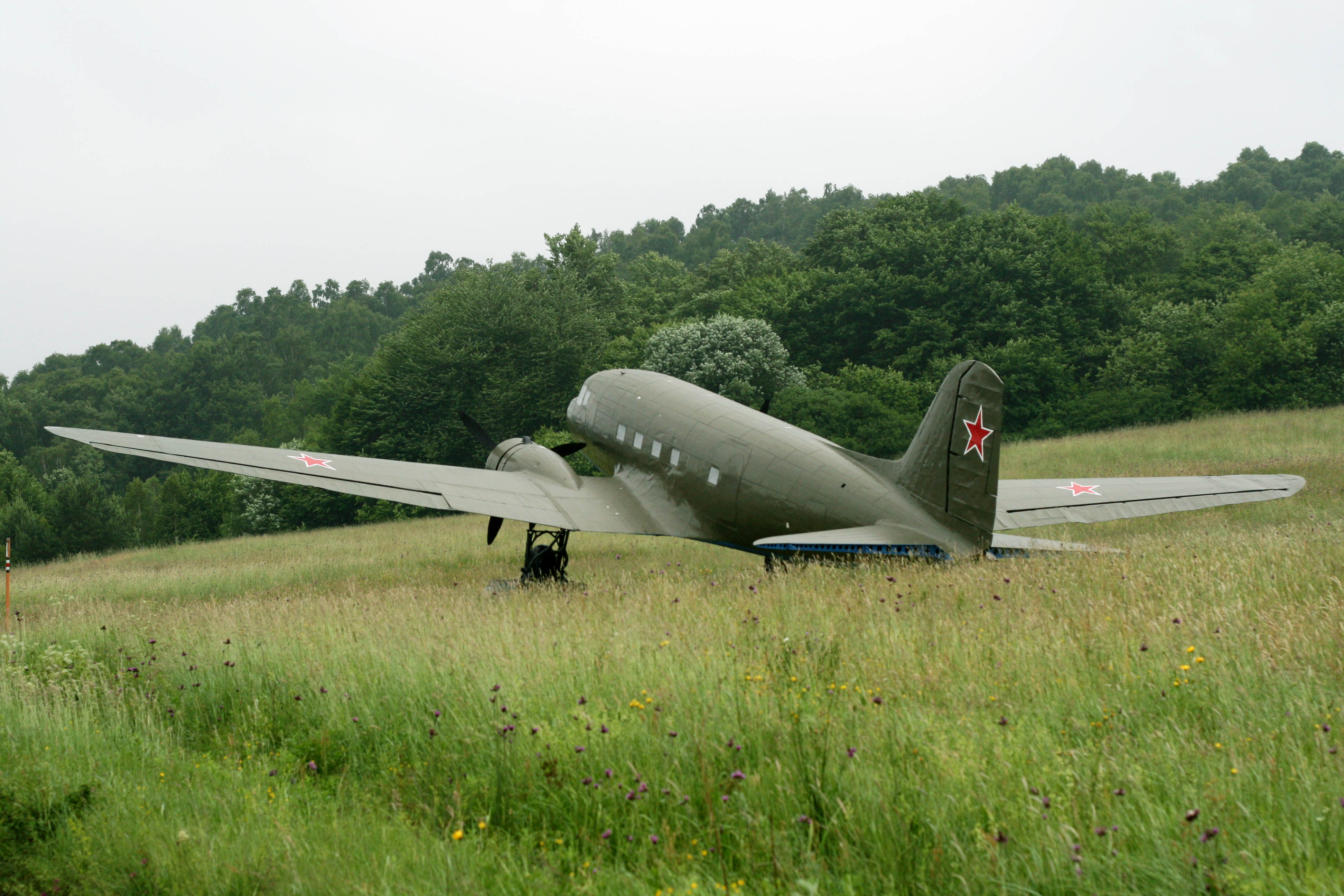
Основной самолёт дивизии Ли-2

## История наименований
- 23-я смешанная авиационная дивизия;
- 23-я тяжёлая бомбардировочная авиационная дивизия;
- 53-я авиационная дивизия дальнего действия;
- 53-я авиационная Сталинградская дивизия дальнего действия;
- 53-я бомбардировочная авиационная Сталинградская дивизия.

## История и боевой путь дивизии
Дивизия переформирована Директивой Генерального Штаба № орг.10/315706 от 26 декабря 1944 года из 53-й авиационной Сталинградской дивизии дальнего действия переименована в 53-ю бомбардировочную авиационную Сталинградскую дивизию и введена в состав 4-го гвардейского бомбардировочного авиационного корпуса дальнего действия.
Дивизия принимала участие в операциях:
- Нижне-Силезская наступательная операция — с 8 февраля 1945 года по 24 февраля 1945 года.
- Восточно-Померанская операция — с 20 февраля 1945 года по 4 апреля 1945 года.
- Будапештская наступательная операция — с 16 марта 1945 года по 15 апреля 1945 года.
- Берлинская наступательная операция — с 16 апреля 1945 года по 8 мая 1945 года.

В январе — марте 1944 года дивизия успешно действовала в Ленинградско-Новгородской операции и при освобождении городов Красное Село и Красногвардейск, Ропши. В период прорыва блокады Ленинграда дивизия вела боевую работу по разрушению укреплений немцев и нанесению бомбовых ударов по столице Финляндии городу Хельсинки, выполнив при этом в интересах Ленинградского фронта 1175 боевых вылетов.
С января по май 1945 года дивизия выполнила 1301 боевой вылет по перевозкам грузов и вооружений в интересах наступающих фронтов, 540 боевых вылетов на бомбардировку с боевым налётом 2002 часа и 95 боевых вылетов на спецзадания с посадкой на вражеской территории с налётом 396 часов. 
В составе действующей армии дивизия находилась с 26 декабря 1944 года по 9 мая 1945 года.
Боевые действия дивизия закончила на аэродромах Польши.
После войны в августе 1946 года дивизия расформирована, а полки переданы в другие дивизии:
- 1-й гвардейский бомбардировочный авиационный полк 15 декабря 1945 года переименован в 194-й гвардейский бомбардировочный авиационный полк и в апреле 1946 года передан в состав 1-й транспортной авиационной дивизии;
- 239-й гвардейский бомбардировочный авиационный полк передан в состав 13-й воздушной армии;
- 336-й бомбардировочный авиационный полк передан в состав 6-й гвардейской транспортной авиационной дивизии.

### Командир дивизии
| Звание                | Имя                      | Период                                     | Примечание |
| --------------------- | ------------------------ | ------------------------------------------ | ---------- |
| генерал-майор авиации | Лабудев Василий Иванович | с 26 декабря 1944 года по август 1946 года |            |

### В составе объединений
| Дата          | Армия                     | Корпус                                                                          | Примечание |
| ------------- | ------------------------- | ------------------------------------------------------------------------------- | ---------- |
| 26.12.1944 г. | Авиация дальнего действия | 4-й гвардейский бомбардировочный авиационный корпус (авиации дальнего действия) |            |
| 09.05.1945 г. | Авиация дальнего действия | 4-й гвардейский бомбардировочный авиационный корпус (авиации дальнего действия) |            |

### Части и отдельные подразделения дивизии
За весь период своего существования боевой состав дивизии оставался постоянным:
| Период                        | Наименование                                        | Примечания                   |
| ----------------------------- | --------------------------------------------------- | ---------------------------- |
| 26.12.1944 г. — 15.12.1945 г. | 1-й гвардейский бомбардировочный авиационный полк   | переименован в 194-й гв. бап |
| 15.12.1945 г. — 27.04.1946 г. | 194-й гвардейский бомбардировочный авиационный полк | передан в состав 1-й тад     |
| 26.12.1944 г. — 27.04.1946 г. | 239-й гвардейский бомбардировочный авиационный полк | передан в состав 13-й ВА     |
| 26.12.1944 г. — 27.04.1946 г. | 336-й бомбардировочный авиационный полк             | передан в состав 6-й гв. тад |

## Награды
- 239-й бомбардировочный авиационный Белгородский полк Указом Президиума Верховного Совета СССР от 11 июня 1945 года награждён орденом Боевого Красного Знамени.

## Герои Советского Союза
- Костенко Михаил Фёдорович, капитан, командир эскадрильи 336-го бомбардировочного авиационного полка 53-й бомбардировочной авиационной дивизии 4-го гвардейского бомбардировочного авиационного корпуса 18-й Воздушной Армии Указом Президиума Верховного Совета СССР от 15 мая 1946 года удостоен звания Герой Советского Союза. Золотая Звезда № 9007.
- Лановенко Марк Трофимович, майор, командир эскадрильи 1-го гвардейского бомбардировочного авиационного полка 53-й бомбардировочной авиационной дивизии 4-го гвардейского бомбардировочного авиационного корпуса 18-й воздушной армии Указом Президиума Верховного Совета СССР от 15 мая 1946 года удостоен звания Герой Советского Союза. Золотая Звезда № 9059.
- Левин Михаил Васильевич, старший лейтенант, заместитель командира эскадрильи 1-го гвардейского бомбардировочного авиационного полка 53-й бомбардировочной авиационной дивизии 4-го гвардейского бомбардировочного авиационного корпуса 18-й воздушной армии Указом Президиума Верховного Совета СССР от 29 июня 1945 года удостоен звания Герой Советского Союза. Золотая Медаль № 7476.
- Орлов Михаил Яковлевич, капитан, штурман эскадрильи 336-го бомбардировочного авиационного полка 53-й бомбардировочной авиационной дивизии 4-го гвардейского бомбардировочного авиационного корпуса 18-й воздушной армии Указом Президиума Верховного Совета СССР от 15 мая 1946 года удостоен звания Герой Советского Союза. Золотая Звезда № 9061.
- Просветов Пётр Данилович, старший лейтенант, штурман эскадрильи 239-го гвардейского бомбардировочного авиационного полка 53-й бомбардировочной авиационной дивизии 4-го гвардейского бомбардировочного авиационного корпуса 18-й воздушной армии Указом Президиума Верховного Совета СССР от 29 июня 1945 года удостоен звания Герой Советского Союза. Золотая Звезда № 7515.

## Благодарности
Воинам дивизии в составе 4-го гвардейского корпуса объявлены благодарности Верховного Главнокомандования:
- За отличие в боях при овладении в Домбровском угольном районе городами Катовице, Семяновиц, Крулевска Гута (Кенигсхютте), Миколув (Николаи) и в Силезии городом Беутен[6].
- За отличие в боях при разгроме окружённой группировки противника в Будапеште и овладении столицей Венгрии городом Будапешт — стратегически важным узлом обороны немцев на путях к Вене[7].
- За отличие в боях при овладении городами Секешфехервар, Мор, Зирез, Веспрем, Эньинг, а также при занятии более 350 других населённых пунктов[8].
- За отличие в боях при овладении городом и крепостью Гданьск — важнейшим портом и первоклассной военно-морской базой немцев на Балтийском море[9].
- За отличие в боях при овладении крепостью и главным городом Восточной Пруссии Кёнигсберг — стратегически важным узлом обороны немцев на Балтийском море[10].
- За отличие в боях при овладении городами Франкфурт-на-Одере, Вандлитц, Ораниенбург, Биркенвердер, Геннигсдорф, Панков, Фридрихсфелъде, Карлсхорст, Кепеник и вступление в столицу Германии город Берлин[11].
- За отличие в боях при разгроме берлинской группы немецких войск и овладением столицы Германии городом Берлин — центром немецкого империализма и очагом немецкой агрессии[12].
- За отличие в боях при овладении портом и военно-морской базой Свинемюнде — крупным портом и военно-морской базой немцев на Балтийском море[13].